# آقای ریپلی بااستعداد
آقای ریپلی بااستعداد (به انگلیسی: The Talented Mr. Ripley) نام رمان جنایی و روانشناسانه‌ای است نوشتهٔ پاتریشیا های‌اسمیت که در سال ۱۹۵۵ در ایالات متحده آمریکا منتشر شده است. این رمان اولین داستان از پنج‌گانه‌ای است که شخصیت اصلی‌اش «تام ریپلی» است.
آقای ریپلی بااستعداد در سال ۱۹۵۶ نامزد دریافت جایزهٔ ادگار آلن پو شد و در سال ۱۹۵۷ «جایزهٔ بزرگ ادبیات پلیسی» (به فرانسوی: Grand Prix de Littérature Policière) را از آنِ خود کرد.